# Nicky, Ricky, Dicky & Dawn
Nicky, Ricky, Dicky & Dawn è una sitcom statunitense creata da Matt Fleckenstein e prodotta da Nickelodeon. La trasmissione è andata in onda negli Stati Uniti in prima TV mondiale dal 13 settembre 2014 al 24 marzo 2015. La seconda dal 23 maggio 2015 al 5 agosto 2016. La terza stagione dal 7 gennaio 2017 al 5 agosto 2017. La quarta stagione è iniziata il 6 gennaio 2018.
In Italia la serie è andata in onda sul canale Nickelodeon dal 26 gennaio 2015 al 10 luglio 2015. La seconda stagione è andata in onda dal 12 ottobre 2015 al 26 aprile 2016. La terza dal 10 aprile 2017 al 5 ottobre 2017. La quarta sarà trasmessa dal 16 aprile 2018.
Su Super! va in onda dal 20 dicembre 2015. La seconda invece tagliando 12 episodi viene trasmessa dal 6 marzo 2017. Gli ultimi 13 episodi cominceranno il 5 marzo 2018. La terza stagione sarà trasmessa dal 7 maggio 2018. La quarta dal 7 gennaio 2019. Tutta la serie, maggiormente le stagioni 1 e 4, verrà messa in replica parecchie volte.
Nel marzo del 2017, Nickelodeon, rinnova la serie per una quarta stagione. Il 15 novembre 2017, è stato annunciato che la quarta stagione sarà l'ultima.

## Trama
Dawn Harper non ha nulla in comune con i fratelli gemelli Nicky, Ricky e Dicky tranne il suo compleanno. Le rivalità fra loro tendono a peggiorare ma riescono sempre a trovare il modo di stare insieme per risolvere i problemi che si presentano. Dawn cerca di imporsi come leader del gruppo, ma si tratta evidentemente di un quartetto equilibrato. I suoi fratelli sono molto diversi tra loro: Nicky ha la risposta per tutto, Ricky ha un alto quoziente intellettivo ma si mette sempre nei guai assieme ai fratelli e invece Dicky pensa più ad essere bello e ad aggiustarsi i capelli che ad altro. Diverse situazioni li mostrano mentre pianificano le proprie feste di compleanno nello stesso giorno, mentre guardano film horror fingendosi adulti e mentre cercano di rimediare ai guai combinati.

## Personaggi
- Dawn Abigail Harper (st. 1-4) interpretata da Lizzy Greene. È la sorella più grande dei quattro gemelli, di soli quattro secondi. Anche se ha sempre visto con fastidio i suoi fratelli, si preoccupa profondamente per loro. È l'unica dei quattro che non fa rima con gli altri. Gioca in una squadra di calcio. Avrà una cotta per Mack e poi per Joey Montagelli, di una famiglia nemica degli Harper.

- Richard "Ricky" Harper (st. 1-4) interpretato da Casey Simpson. È il secondo più grande dei quattro gemelli Harper. È molto intelligente ma certe volte si è dimostrato un po' pazzo. Avrà una cotta per Scarlett nel corso della prima stagione, come suo fratello Dicky. A volte pecca di presunzione e vuole cercare di essere sempre il migliore, ha sempre voti alti e se non succede cade in depressione e combinando sempre dei guai. È stato innamorato di Mae.

- Derrick "Dicky" Steven Harper (st. 1-4×09) interpretato da Mace Coronel. È il più vanitoso e amato dalle ragazze. Si sente molto bello, ma è il meno intelligente. Prende sempre la via più facile. Innamorato di Scarlett ma non ricambiato. Cerca di approcciarsi anche con Josie. Avrà una cotta per Mae e Molly. Appare fino ai primi 9 episodi della 4ª stagione e poi verrà sostituito da un ragazzo australiano di nome Brit con cui fará lo scambio culturale.

- Nicholas "Nicky" Harper (st. 1-4) interpretato da Aidan Gallagher. È il più giovane dei quattro gemelli Harper. Si è dimostrato essere abbastanza comico, eccentrico, e molto spesso confuso. Nella prima stagione è doppiato da Gabriele Caprio e dalla seconda da Giulio Bartolomei. Non gli interessano affatto le opinioni degli altri, infatti spesso compie azioni per le quali viene preso in giro, solo per aiutare i suoi fratelli, e cerca sempre di fare del suo meglio. Cucina divinamente ed è stato innamorato di Mae.

- Tom Harper (st. 1-4) interpretato da Brian Stepanek. È il padre dei quattro gemelli. Sembra che gli interessino più i suoi beni che i suoi figli, ma ama la sua famiglia e ha un cuore da bambino. Gestisce un negozio di articoli sportivi.

- Chantal Anne Harper (st. 1-4) interpretata da Allison Munn. È la madre dei quattro gemelli Harper. Il suo vero nome è Chantal, ma visto che non le piaceva, usa il suo secondo nome, Anne. Si preoccupa molto per i suoi figli e per il comportamento infantile di suo marito.

- Josie (st. 1) interpretata da Gabrielle Elyse. È la barista del negozio di Tom. È molto legata ai gemelli e a volte fa loro da babysitter.

- Mae Valentine (st. 1-4) interpretata da Kyla Drew Simmons. È la migliore amica di Dawn, nella seconda stagione i gemelli avranno una cotta per lei. Ha paura dei palloncini
- Brit (st. 4). É un ragazzo australiano che fará lo scambio culturale con Dicky. Ottiene tutto per il suo fascino australiano. È fidanzato con una ragazza australiana uguale a Dawn.

- Miles (st. 3-4) interpretato da Theodore Barnes. È un amico di Nicky, Ricky e Dicky ed è innamorato (e ricambiato) di Mae.

- Dooley (st. 3-4) interpretato da Hayden Crawford. È un amico di Nicky, Ricky e Dicky.

## Ospiti speciali
- Audrey Whitby
- Sheryl Lee Ralph
- Marcelo Tubert
- Daniella Monet
- Alex Morgan

## Episodi
| Stagione         | Episodi | Prima TV USA | Prima TV Italia |
| ---------------- | ------- | ------------ | --------------- |
| Prima stagione   | 20      | 2014-2015    | 2015            |
| Seconda stagione | 26      | 2015-2016    | 2015-2016       |
| Terza stagione   | 24      | 2017         | 2017            |
| Quarta stagione  | 14      | 2018         | 2018            |

## Riconoscimenti
- 2015 – Kids' Choice Awards[8]
  - Candidatura per il programma TV per famiglie preferito
- 2017 - Kids' Choice Awards
  - Candidatura per il programma TV per famiglie preferito